# Amelora leucaniata
Amelora leucaniata är en fjärilsart som beskrevs av Achille Guenée 1858. Amelora leucaniata ingår i släktet Amelora och familjen mätare. Inga underarter finns listade i Catalogue of Life.